# ВЛ85
ВЛ85 (Владимир Ленин, тип 85) — грузовой магистральный двухсекционный двенадцатиосный электровоз переменного тока напряжения 25 кВ, выпускавшийся в период 1983—1994 годов и являющийся одним из самых мощных электровозов в мире.

## История
Первый электровоз серии ВЛ85 по проекту, разработанному во ВЭлНИИ, Новочеркасский электровозостроительный завод (НЭВЗ) построил в мае 1983 года. В конце года был построен второй электровоз. Опытные электровозы прошли испытания на кольце НЭВЗ, затем тягово-энергетические испытания на кольце ВНИИЖТа, динамические и по воздействию на путь на участке Белореченская — Майкоп Северо-Кавказской железной дороги. Эксплуатационные испытания электровозы проходили на линии Мариинск — Красноярск — Тайшет, Абакан — Междуреченск, Абакан — Тайшет — Лена и на Северо-Кавказской железной дороге. По результатам испытаний государственная комиссия по приемке опытно-конструкторских работ дала заключение, что электровоз ВЛ85 может быть отнесен к высшей категории качества.
В 1985 году НЭВЗ изготовил установочную партию электровозов, а с 1986 года начался их серийный выпуск. Выпуск электровозов продолжался ориентировочно до 1994 года, было изготовлено 272 электровозов ВЛ85. Последние 2 экземпляра достались в ТЧЭ-2 Нижнеудинск в 1994 году.
До 2000 года (в связи с появлением IORE) ВЛ85 был самым мощным в мире серийным электровозом.
В эксплуатации локомотив получил жаргонное название «бык» или «крокодил» за характерную внешность и большие размеры, также из-за длины его иногда называют «выпрямитель кривых».
Все электровозы ВЛ85 эксплуатируются в настоящее время на Восточно-Сибирской железной дороге в депо Нижнеудинск. Полигон работы электровозов ВЛ85 простирается от Мариинска до станции Забайкальск. Несколько электровозов пострадали при крушениях и пожарах и к 2006 году списаны.

## Технические характеристики электровоза

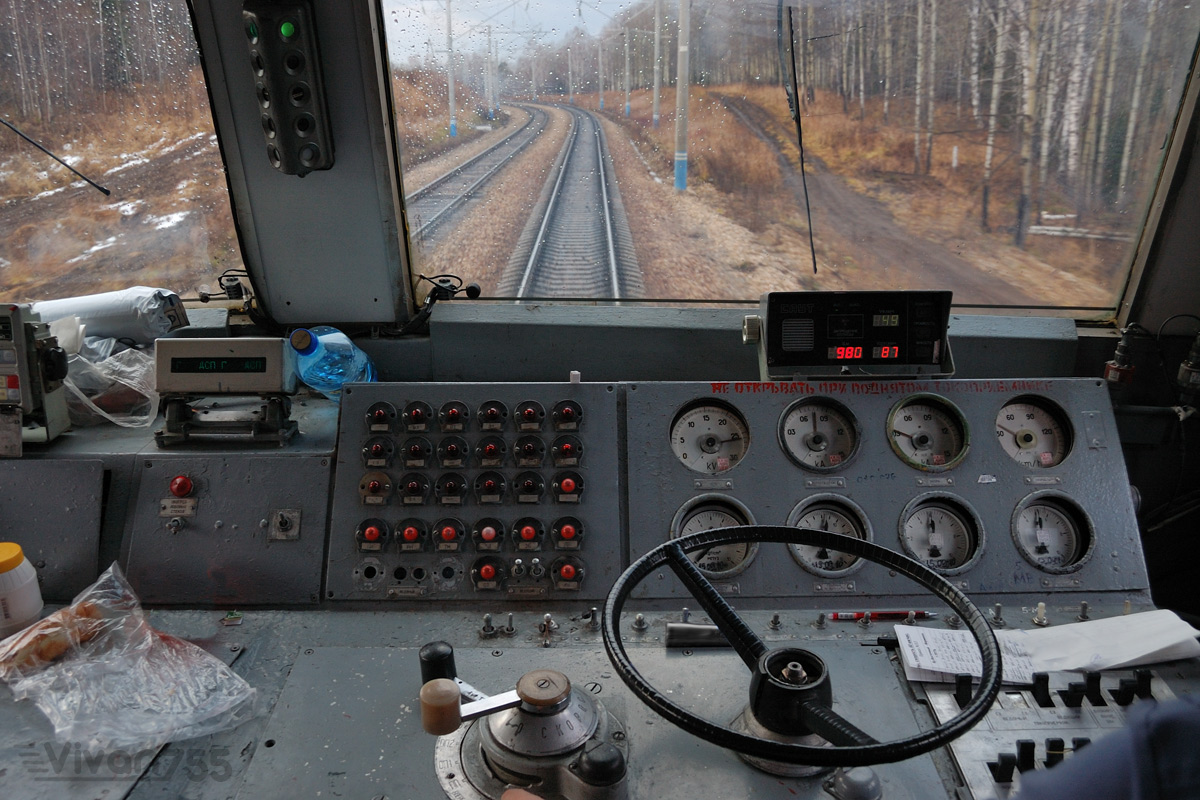
Кабина ВЛ85 при движении в режиме рекуперации

Технические характеристики приводятся для серийного электровоза
- Мощность электровоза (продолжительный режим) — 9 360 кВт
- Мощность электровоза (часовой режим) — 10 020 кВт
- Длина электровоза по осям автосцепок — 45 000 мм
- База тележки — 2 900 мм
- Сила тяги часового режима — 74 тс
- Скорость часового режима — 49,1 км/ч
- Сила тяги продолжительного режима — 67 тс
- Скорость продолжительного режима — 51 км/ч
- Конструкционная скорость — 110 км/ч
- Минимальный радиус кривых — 125 м (при 10 км/ч)
- Масса электровоза — 276 т. Утяжеленная версия — 288 т.(последние версии были переделаны в 276 т.)
- Сила тяги при трогании с места — 95,1 тс (932 кН)

## Конструкция

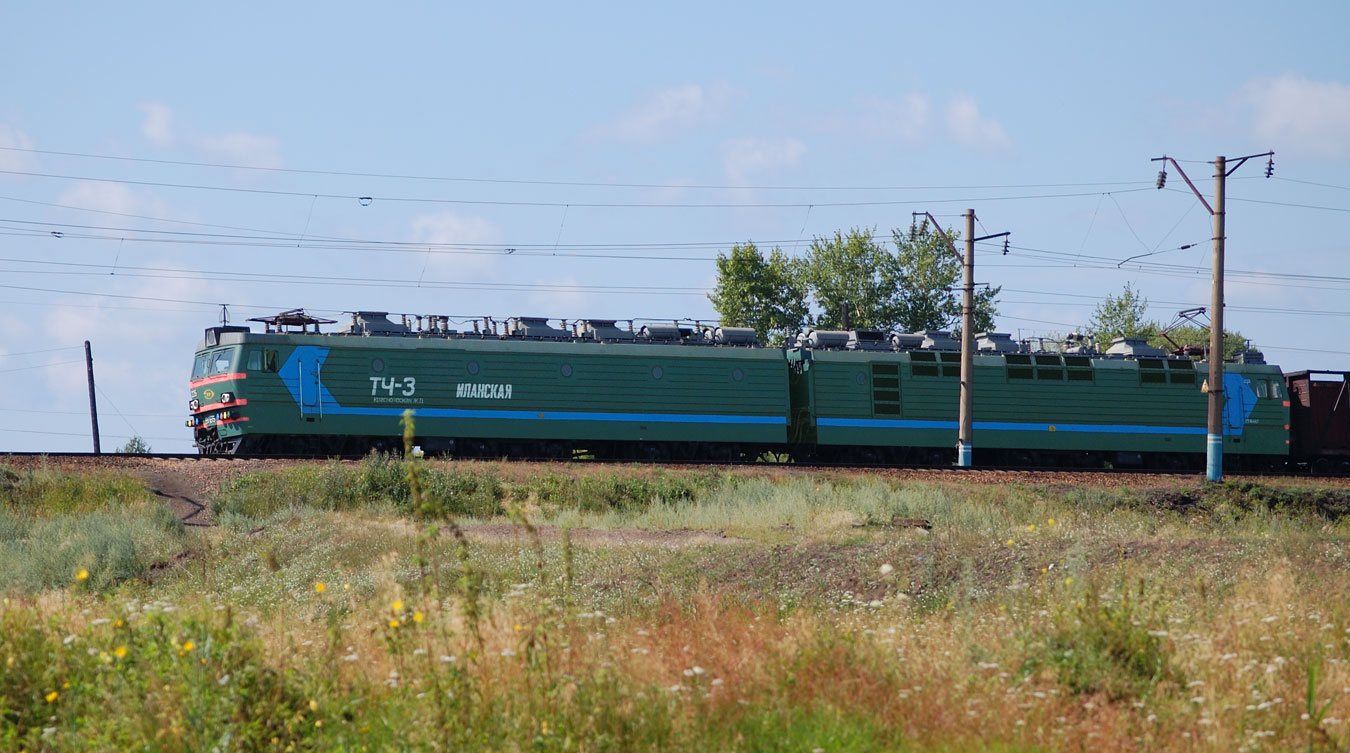
ВЛ85-228, вид сбоку

### Кузов
Электровоз ВЛ85 состоит из двух шестиосных секций. Кузов каждой секции электровоза опирается на три двухосные тележки. Тяговые и тормозные усилия передаются на кузов с помощью наклонных тяг (традиционной для тепловозов и электровозов является схема с использованием шкворней). Средняя тележка принимает массу кузова не через примененные на электровозах ВЛ80С, ВЛ10У и крайних тележках ВЛ85 люлечные подвески, а через длинные качающиеся опоры, что позволяет ей более свободно смещаться в поперечном направлении при прохождении кривых.
Несмотря на теоретически бо́льшую стойкость тележек с наклонными тягами к боксованию (точка передачи тягового усилия находится ниже осей, поэтому момент от неё не складывается с вращающими моментами колес, способствуя разгрузке передней колесной пары, а компенсирует их), сцепные свойства ВЛ85 несколько хуже, чем у электровоза-предшественника ВЛ80Р, вероятно, из-за невозможности равномерного распределения веса по трем тележкам.

### Электрооборудование
Для обеспечения токосъёма с контактной сети использованы два токоприёмника типа пантограф, расположенные по концам каждой секции (над кабиной машиниста). Токоприёмники двух секций соединены между собой через шину, проходящую через всю длину крыши. В центральной части крыши каждой секции расположены воздушный главный выключатель (ГВ) и главный ввод, ведущий к первичной обмотке трансформатора.
На каждой секции установлен тяговый трансформатор ОНДЦЭ-10000/25 номинальной мощностью 7100 кВА. Трансформатор имеет обмотку высокого напряжения, три тяговых обмотки, каждая с двумя отпайками, обмотку собственных нужд (также с двумя отпайками — для нормального, повышенного и пониженного напряжения в контактной сети), обмотку возбуждения тяговых двигателей в режиме рекуперации. На секции стоят три тиристорных выпрямительно-инверторных преобразователя ВИП-4000. Каждый ВИП питается от собственной тяговой обмотки и предназначен для питания двух соединённых параллельно тяговых двигателей одной тележки. ВИП в режиме тяги выпрямляет переменный ток в постоянный с плавным регулированием напряжения путём зонно-фазового регулирования (открываются тиристоры, подключенные к разным отпайкам — так образуются зоны, а также изменяется угол открытия тиристоров, то есть фаза), а в режиме рекуперативного торможения работает как инвертор, ведомый сетью — преобразует постоянный ток в переменный с частотой 50 Гц.
На опытных электровозах были применены колёсно-моторные блоки, как и на электровозах ВЛ80Т, ВЛ80С, ВЛ80Р (тяговый двигатель НБ-418К6 и унифицированная электровозная колёсная пара — для серий ВЛ10, ВЛ11, ВЛ80). Сделано это было для ускорения выпуска опытных электровозов, так как более мощные и экономичные тяговые двигатели НБ-514 ещё не были готовы. На серийных электровозах устанавливались тяговые двигатели НБ-514.
Стоит отметить, что у двигателя НБ-514 в четыре раза снижено аэродинамическое сопротивление вентиляционных каналов, что позволило вдвое сократить число вентиляторов на электровозе. В отличие от предыдущих электровозов, где ВУК или ВИП и сглаживающие реакторы охлаждаются отдельными вентиляторами, а тяговые двигатели отдельными, на ВЛ85 применена последовательная схема — сначала воздух от одного вентилятора охлаждает ВИП, а затем разделяется и охлаждает сглаживающий реактор и тяговые двигатели. Для охлаждения тягового трансформатора установлен отдельный вентилятор.
Также впервые на электровозе ВЛ85 установлен блок автоматического управления БАУ-2, позволяющий автоматически поддерживать ток тяговых двигателей и скорость в режимах тяги и рекуперации. Изменена и кабина машиниста — раздельные пульты машиниста и его помощника заменены на единый пульт, занимающий всю переднюю часть кабины.

## Галерея

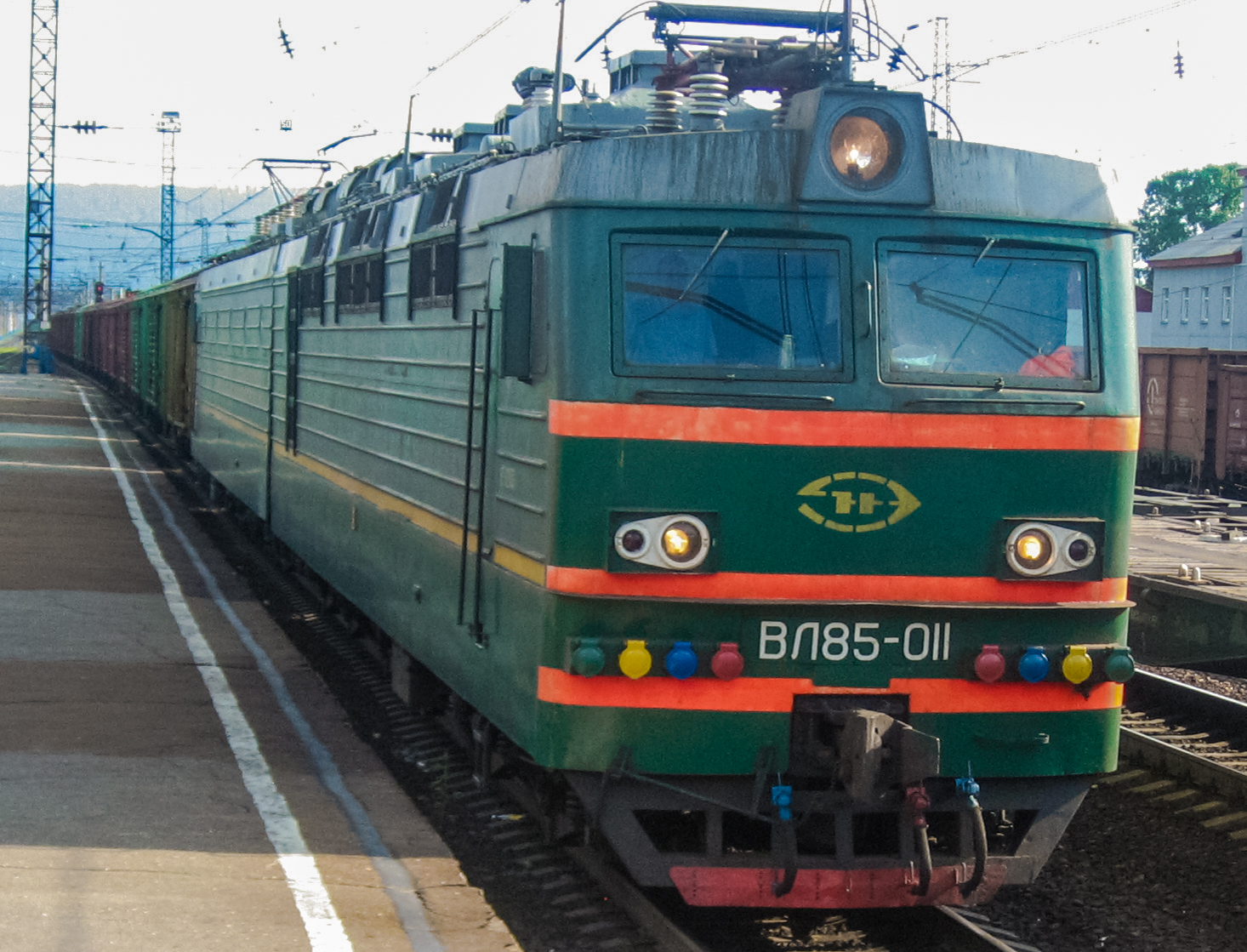
ВЛ85-011
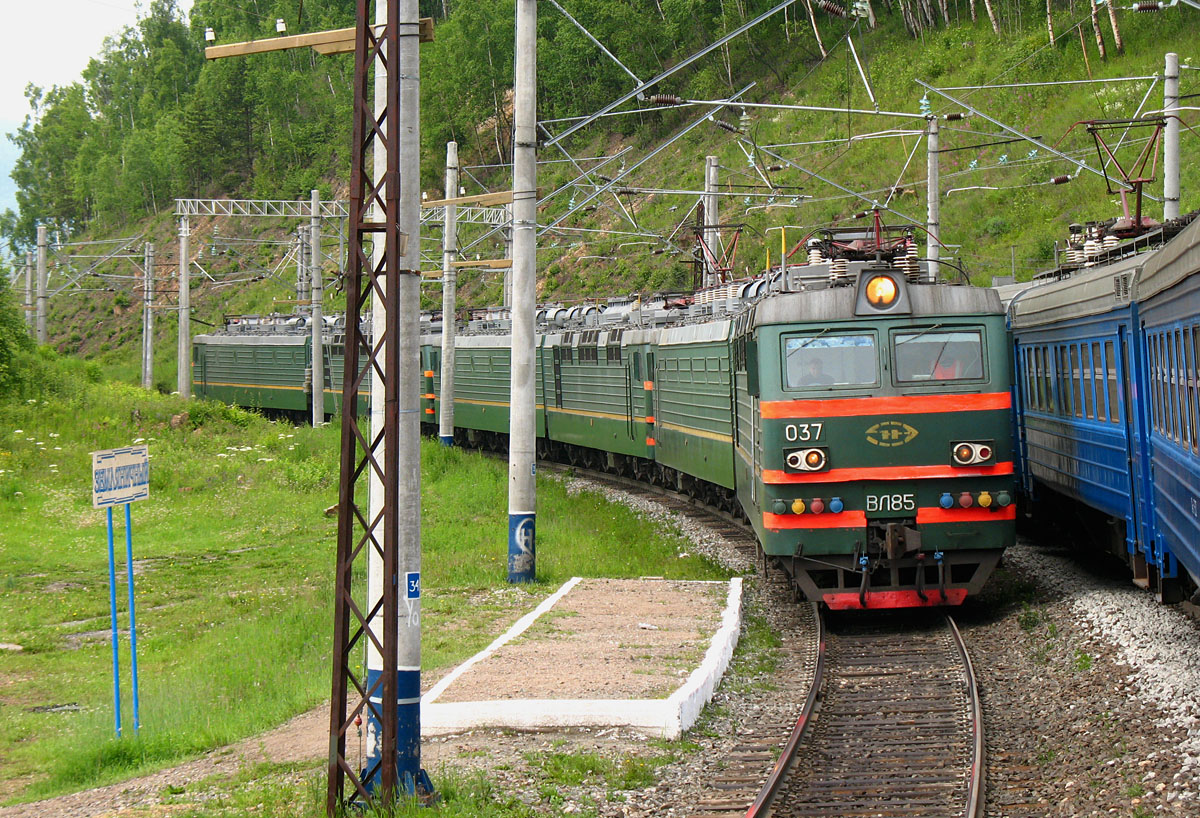
Сплотка из трёх ВЛ85 с ВЛ85-037 в голове
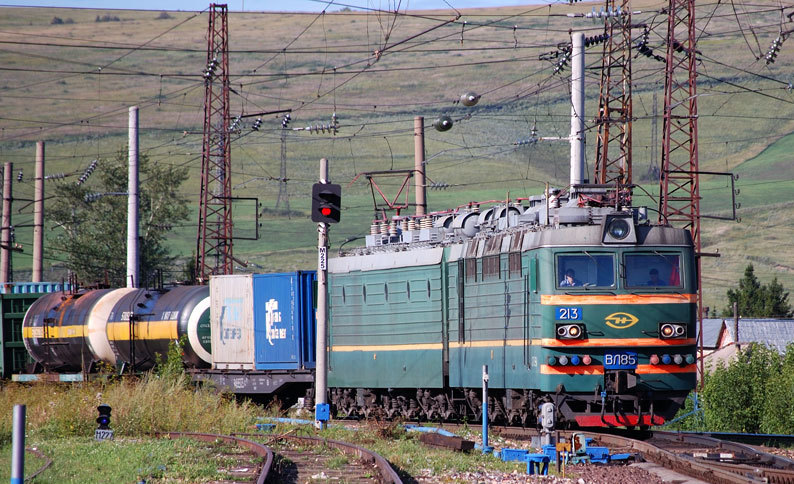
ВЛ85-213
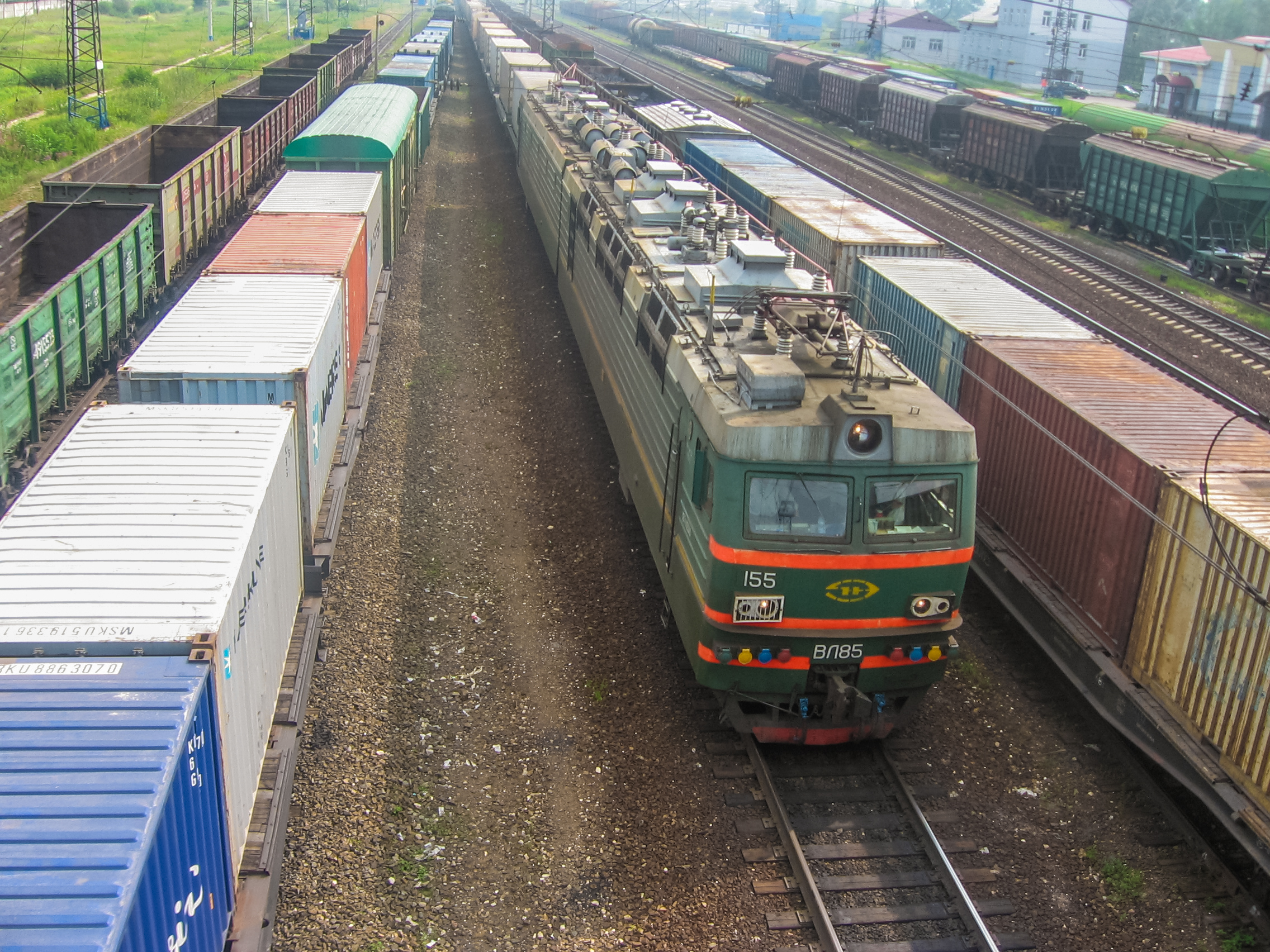
ВЛ85-155, станция Гончарово
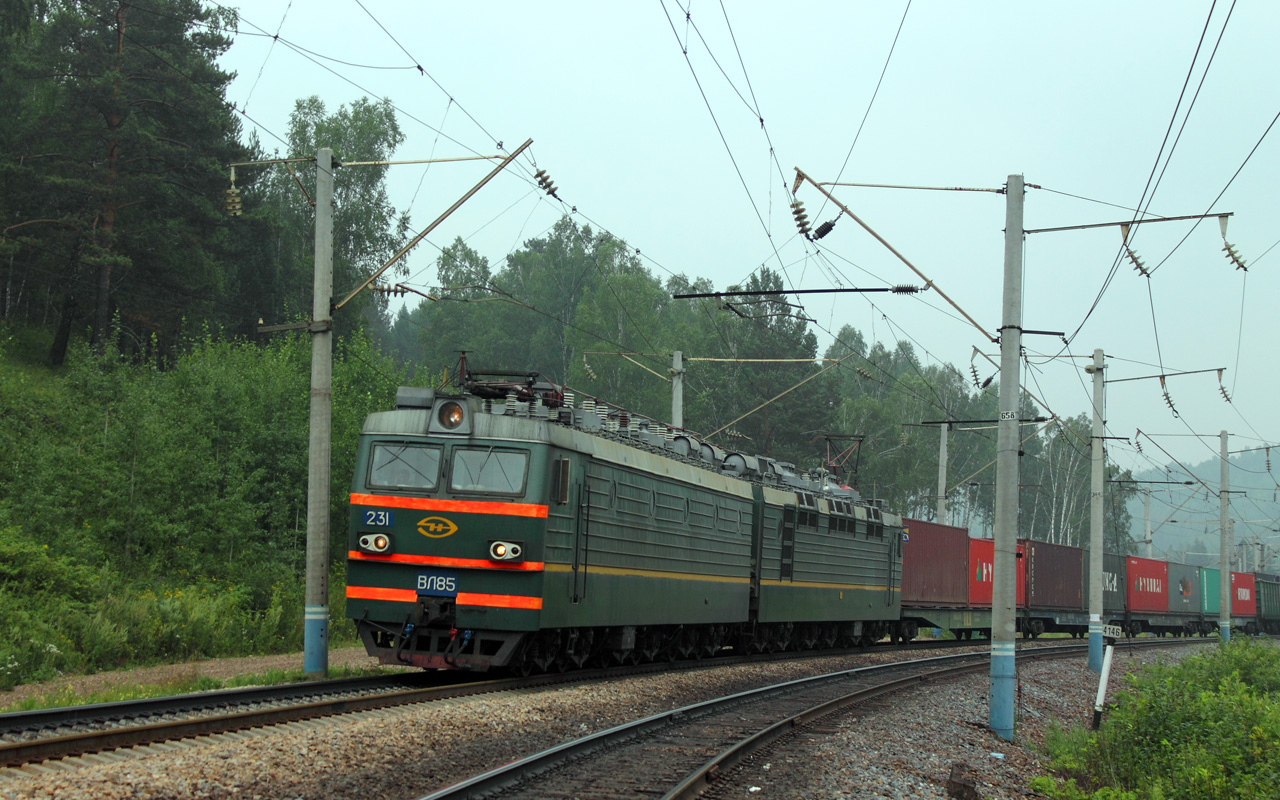
ВЛ85-231 с грузовым поездом
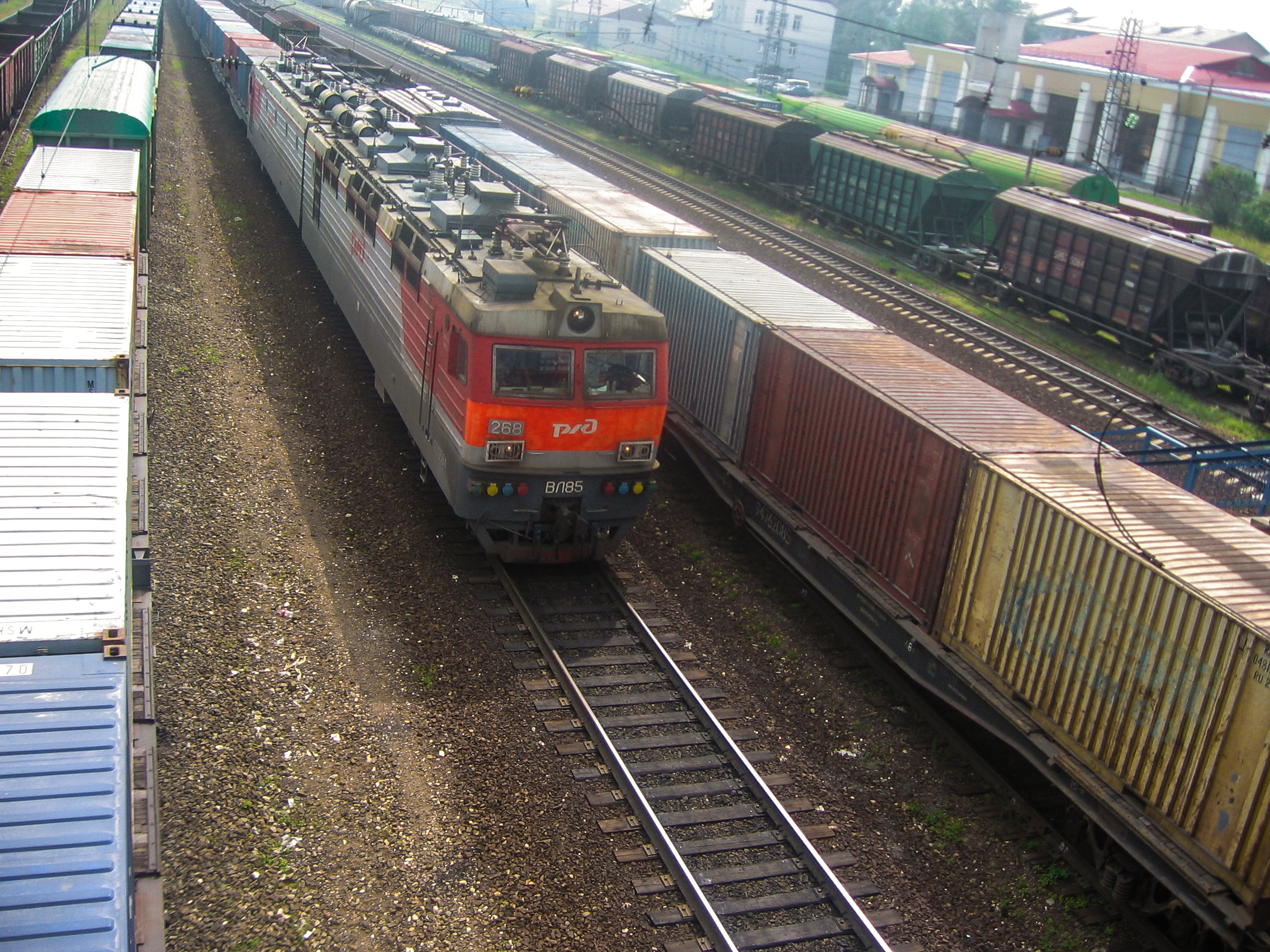
ВЛ85-268 в фирменной окраске РЖД

## Ремонтные заводы
- Улан-Удэнский локомотивовагоноремонтный завод

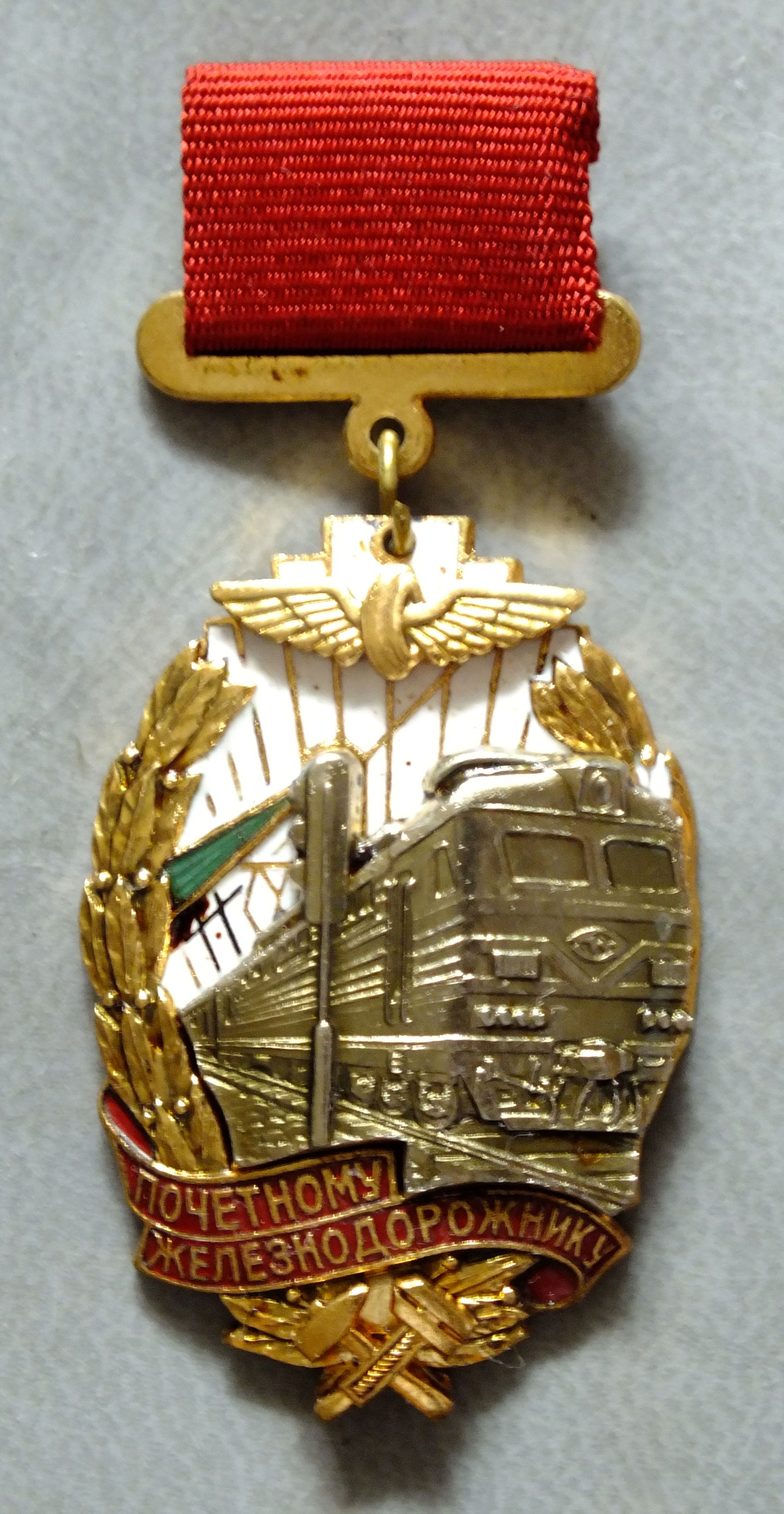
Знак «Почётному железнодорожнику» с изображением электровоза ВЛ85.